# El Pujol (Salomó)
El Pujol és una muntanya de 263 metres que es troba al municipi de Salomó, a la comarca del Tarragonès.